# Edwin M. Yamauchi
Edwin Masao Yamauchi (* 1937 in Hilo, Hawaii) war seit 1969 ein Professor für Alte Geschichte, Biblische Archäologie und frühe Kirchengeschichte an der Miami University in Oxford, Ohio, wo er 2005 emeritiert wurde. In seinen Forschungsgebieten der antiken Geschichte, der biblischen Archäologie und der frühchristlichen Kirchengeschichte hat er wesentliche Beiträge geleistet, die vor allem im englischen Sprachraum und auch international beachtet wurden.

## Leben
Edwin Yamauchi ist Amerikaner japanischer Abstammung. Als er vier Jahre alt war, starb sein Vater. Von seiner Mutter wurde er als nomineller Buddhist erzogen. Er besuchte das mit der Episkopalkirche verbundene Iolani College. Mit fünfzehn Jahren bekehrte er sich zum evangelikalen Christentum. Er begann Sprachstudien an der Universität von Hawaii und wechselte dann zum Shelton College in Cape May, New Jersey, an dem er 1960 ein Studium der biblischen Sprachen mit einem B.A. abschloss. Es folgten weiterführende Studien unter dem semitischen Sprachwissenschaftler Cyrus Gordon an der Brandeis University in Waltham, Massachusetts. Er studierte dort unter anderem Hebräisch, Aramäisch, Akkadisch, Ugaritisch, Arabisch, Syrisch und Koptisch, und er promovierte über mandäische gnostische Schriften 1964. Insgesamt hat er sich in 22 verschiedene Sprachen vertieft. 
Yamauchi lehrte einige Zeit am Shelton College, wurde dann Assistenz Professor an der Rutgers University in New Jersey und 1969 zum Professor an der Miami University in Oxford in Ohio berufen. 2005 wurde er emeritiert.
In den 1970ern war Yamauchi ein prominenter Kritiker von Morton Smith's interpretation des Geheimen Markusevangeliums. Er war 2006 Präsident der Evangelical Theological Society, einer Berufsvereinigung von evangelikalen Theologen.
Yamauchi wurde einer weiteren Öffentlichkeit bekannt durch seine prominente Erwähnung in Lee Strobels Bestseller Case for Christ (deutsch: Der Fall Jesus). Er hat einige apologetische Artikel verfasst, insbesondere über Ostern und die Auferstehung Jesu und ist zu diesem Thema auch in Fernsehdokumentationen aufgetreten.

## Privates
Yamauchi ist verheiratet und hat zwei Kinder. Er lebt in Oxford im Südwesten Ohios und gehört zu den Gründungsmitgliedern der zur Evangelical Free Church of America gehörenden Oxford Bible Fellowship Church in Oxford, Ohio, die insbesondere in der Studentenarbeit tätig ist, und wo er bis heute einer der Kirchenältesten ist.

## Werke
Yamauchi hat selbst 17 Bücher geschrieben und an weiteren 34 als Mitautor oder Herausgeber mitgewirkt. Seit 1961 hat er 172 Artikel in Enzyklopädien verfasst sowie zahlreiche Artikel in akademischen Zeitschriften. Seine Arbeiten wurden in viele Sprachen übersetzt. Ein großer Teil seiner Arbeit befasst sich mit historischen Fragen über die Beziehungen zwischen alten Kulturen des nahen Ostens und den biblischen Texten. Des Weiteren verfasste er verschiedene Monographe über archäologische Entdeckungen die mit der Bibel in Bezug stehen. Weitere Themen seiner Forschung sind soziale und kulturelle Aspekte der Geschichte des frühen Christentums, der Gnostizismus der Antike, die Bedeutung der Schriftrollen vom Toten Meer für neutestamentliche Studien, der Wert von Flavius Josephus als Quelle und die Rolle der Magier im alten Persien und im Matthäusevangelium. Für das von ihm mitherausgegebene Werk Peoples of the Old Testament World (deutsch: Personen des Alten Testaments) erhielt er einen Preis von der Biblical Archaeological Society.

## Bücher (Auswahl)
- Africa and the Bible, Baker, Grand Rapids 2004, ISBN 0-8010-2686-5.
- Persia and the Bible, Baker, Grand Rapids 1990, ISBN 0-8010-9899-8.
- Pre-Christian Gnosticism: A Survey of the Proposed Evidences, William B. Eerdmans, Grand Rapids 1973, ISBN 0-8028-3429-9 (Revised edition, Baker, Grand Rapids 1983, ISBN 0-8010-9919-6).
- Foes from the Northern Frontier, Baker, Grand Rapids 1982, ISBN 0-8010-9918-8.
- Harper’s World of the New Testament, Harper & Row, San Francisco 1981, ISBN 0-06-069708-3.
- The Stones and the Scriptures, J. B. Lippincott, Philadelphia 1972, ISBN 0-87981-002-5.
- The Archaeology of New Testament Cities in Western Asia Minor, Baker, Grand Rapids 1980, ISBN 0-8010-9915-3.
- Gnostic Ethics and Mandaean Origins, MA, Harvard University Press, Boston 1970.
- Greece and Babylon, Baker, Grand Rapids 1967.
- Mandaic Incantation Texts, American Oriental Society, New Haven 1967.